# Carl Vine
Carl Vine (født 8. oktober 1954 i Perth, Australien) er en australsk komponist.
Vine studerede komposition på University of Western Australia , inden han i 1975 flyttede til Sydney.
Her arbejdede han freelancede som pianist og komponist for en række teatre og danseselskaber.
Han har komponeret 8 symfonier , 7 koncerter ( bl.a. en opsigtsvækkende klaver koncert), musik til film / tv (bl.a. "Love me Sweet" fra tv serien the Battlers), teater , elektronisk musik og kammermusik.
Vine komponerer i en moderne melodisk klassisk stil, og hører til blandt de ledende australske komponister.
I 2005 fik han Don Banks Music Award en af de højeste priser man kan tildeles i Australien for kunst og musik. Vine bor i dag i Sydney , og har været kunstnerisk leder af Huntington Estate Music festival.

## Udvalgte værker
- Symfoni nr. 1 "Mikro' Symfoni" (1986) - for orkester
- Symfoni nr. 2 (1988) - for orkester
- Symfoni nr. 3 (1990) - for orkester
- Symfoni nr. 4.2 (1993-1998) - for orkester
- Symfoni nr. 5 "Percussion" (1995) - for slagtøj og orkester
- Symfoni nr. 6 "Koral" (1996) - for kor og orkester
- Symfoni nr. 7 "Scener fra det daglige liv" (2008) - for orkester
- Symfoni nr. 8 "Det fortryllede væv" (2018) - for orkester
- Klaverkoncert nr. 1 (1997) - for klaver og orkester
- Klaverkoncert nr. 2 (2012) - for klaver og orkester
- Slagtøjskoncert (1987) - for slagtøj og orkester
- Obokoncert (1996) - for obo og orkester
- Cellokoncert (2004) - for cello og orkester
- Violinkoncert (2011) - fo violin og orkester
- Orkesterkoncert (2014) - for orkester
- "The Battlers" (kæmperne) (1994) - tv-serie
- "The Potato Factory" (Kartoffel fabrikken) (2000) - tv-serie